# 米津れいみ
米津 れいみ（よねづ れいみ、1992年6月7日 - ）は、日本の女優。元宝塚歌劇団星組の男役。
大阪府堺市、帝塚山学院中学校出身。身長168.5cm。血液型AB型。愛称は「TAKUTY」。宝塚歌劇団時代の芸名は拓斗 れい（たくと れい）。
所属事務所はスターダストプロモーション。

## 来歴
2008年、宝塚音楽学校入学。
2010年、宝塚歌劇団に96期生として入団。入団時の成績は34番。月組公演「THE SCARLET PIMPERNEL」で拓斗れいとして初舞台。その後、星組に配属。
2021年5月23日、「ロミオとジュリエット」東京公演千秋楽をもって、宝塚歌劇団を退団。
退団後はスターダストプロモーション所属となり、米津れいみと改名して芸能活動を再開。

## 宝塚歌劇団時代の主な舞台

### 初舞台
- 2010年4 - 5月、月組『THE SCARLET PIMPERNEL（スカーレット ピンパーネル）』（宝塚大劇場のみ）

### 星組時代
- 2010年10 - 12月、『宝塚花の踊り絵巻』『愛と青春の旅だち』
- 2011年1 - 2月、『メイちゃんの執事』（バウホール・日本青年館）
- 2011年4 - 7月、『ノバ・ボサ・ノバ』『めぐり会いは再び』
- 2011年8 - 9月、『ノバ・ボサ・ノバ』『めぐり会いは再び』（博多座・中日劇場）
- 2011年11 - 2012年2月、『オーシャンズ11』
- 2012年5 - 8月、『ダンサ セレナータ』 - 新人公演：サルヴァドール（本役：麻央侑希）『Celebrity』
- 2012年9月、『琥珀色の雨にぬれて』 - ギィ『Celebrity』（全国ツアー）
- 2012年11 - 2013年2月、『宝塚ジャポニズム〜序破急〜』『めぐり会いは再び 2nd〜Star Bride〜』 - 新人公演：コクマ（本役：十碧れいや）『Étoile de TAKARAZUKA（エトワール ド タカラヅカ）』 - 新人公演：ノワールファム（本役：汐月しゅう）／ヴァルゴオムA／プティタミ（本役：礼真琴）
- 2013年3 - 4月、『宝塚ジャポニズム〜序破急〜』『怪盗楚留香（そりゅうこう）外伝-花盗人（はなぬすびと）-』『Étoile de TAKARAZUKA（エトワール ド タカラヅカ）』（中日劇場・台北国家戯劇院）
- 2013年5 - 8月、『ロミオとジュリエット』
- 2013年10月、『日のあたる方（ほう）へ』（ドラマシティ・日本青年館）
- 2014年1 - 3月、『眠らない男・ナポレオン-愛と栄光の涯（はて）に-』 - 新人公演：イポリット（本役：十碧れいや）
- 2014年5 - 6月、『かもめ』（バウホール） - 召使い
- 2014年7 - 10月、『The Lost Glory -美しき幻影-』 - 新人公演：スタンリー（本役：汐月しゅう）『パッショネイト宝塚!』
- 2014年12月、『アルカサル〜王城〜』（バウホール） - ディエゴ
- 2015年2 - 5月、『黒豹（くろひょう）の如（ごと）く』 - 新人公演：サンチェス（本役：美稀千種）『Dear DIAMOND!!』
- 2015年6 - 7月、『キャッチ・ミー・イフ・ユー・キャン』（赤坂ACTシアター・ドラマシティ）
- 2015年8 - 11月、『ガイズ&ドールズ』 - 新人公演：フランク（本役：漣レイラ）
- 2016年1月、『鈴蘭（ル・ミュゲ）-思い出の淵から見えるものは-』（バウホール） - ニコラ／諸侯／取り巻き
- 2016年3 - 6月、『こうもり』 - 新人公演：ネッケル子爵（本役：如月蓮）『THE ENTERTAINER!』
- 2016年7月、『One Voice』（バウホール）
- 2016年8 - 11月、『桜華に舞え』 - 中村半左衛門、新人公演：大山巌（本役：十碧れいや）『ロマンス!! (Romance)』
- 2017年1月、『オーム・シャンティ・オーム-恋する輪廻-』（東京国際フォーラム） - 助監督
- 2017年3 - 6月、『THE SCARLET PIMPERNEL（スカーレット ピンパーネル）』
- 2017年7 - 8月、『オーム・シャンティ・オーム-恋する輪廻-』（梅田芸術劇場） - 助監督
- 2017年9 - 12月、『ベルリン、わが愛』 - スタジオの裏方『Bouquet de TAKARAZUKA（ブーケ ド タカラヅカ）』
- 2018年2月、『うたかたの恋』 - ハンス『Bouquet de TAKARAZUKA（ブーケ ド タカラヅカ）』（中日劇場）
- 2018年4 - 7月、『ANOTHER WORLD』 - 渡辺綱『Killer Rouge（キラー ルージュ）』
- 2018年8 - 11月、『Thunderbolt Fantasy（サンダーボルト ファンタジー）東離劍遊紀（とうりけんゆうき）』 - 捲殘雲の父『Killer Rouge／星秀☆煌紅』（梅田芸術劇場・日本青年館・國家戯劇院・高雄市文化中心至徳堂）
- 2019年1 - 3月、『霧深きエルベのほとり』 - 水夫『ESTRELLAS（エストレ―ジャス）〜星たち〜』
- 2019年11 - 12月、『龍の宮（たつのみや）物語』（バウホール） - 回想の青年
- 2020年2 - 3月、『眩耀（げんよう）の谷〜舞い降りた新星〜』 - 隊長『Ray-星の光線-』（宝塚大劇場）
- 2020年7 - 9月、『眩耀（げんよう）の谷〜舞い降りた新星〜』 - 隊長『Ray-星の光線-』（東京宝塚劇場）
- 2021年2 - 5月、『ロミオとジュリエット』 退団公演

## 出演イベント
- 2011年11月、第51回『宝塚舞踊会』